# María Dolores Pérez Rivera
María Dolores Pérez Rivera (Burgos, 1971-Aranda de Duero, 10 de julio de 2022), conocida como Lola Pérez Rivera fue una etnomusicóloga española especializada en el folklore de Castilla y León, principal impulsora y directora del Cancionero tradicional de Aranda.

## Trayectoria
Comenzó en 1993 sus estudios musicales de piano en el conservatorio de Valladolid, para pasar en 1997 al Conservatorio Superior de Música de Salamanca, donde completó estudios superiores de música: solfeo, teoría de la música, transposición, musicología y pedagogía musical, obteniendo el premio fin de carrera en Musicología.
Realizó un postgrado en la especialidad de Etnomusicología en el Conservatorio Superior de Música de Castilla y Léon (COSCYL) durante el curso 1999-2000, y en ese mismo curso obtiene el título de especialista en dicha materia por la Facultad de Filología de la Universidad de Valencia. Ese mismo año, en el 2000 sucedió en la cátedra de Etnomusicología (COSCYL) a quien había sido su principal maestro, Miguel Manzano Alonso, puesto en el que permaneció hasta su fallecimiento.
En diciembre de 2015 obtuvo el título de doctora por la Universidad de Salamanca con la tesis El repertorio vocal profano en Castilla y León a través del trabajo de campo realizado para elaborar los programas Raíces y El Candil de Radio Nacional de España (1985-1994), con el que ganó el premio extraordinario de doctorado.
Regularmente acudía a congresos, daba conferencias, y participaba en distintos proyectos de investigación, labor que se vio reflejada tanto en los trabajos propios, como en los trabajos de los alumnos que dirigía.
En Aranda de Duero, localidad de la que era originaria y donde residía, colaboraba habitualmente con las instituciones culturales locales. En 2017 coordinó el núm. 32 de la revista Biblioteca. Estudio e Investigación, con el título de Sinfonía inacabada del río Duero, dedicado a la música local. Regularmente codirigía también los cursos de verano de la Universidad de Burgos (UBU) sobre temas musicales.
En 2019, tras la participación en las primeras Jornadas del Cancionero Popular de Aranda de Duero, recibió el encargo, junto a  Javier Cebas Gañán, de la elaboración del Cancionero tradicional de Aranda, labor que llevaba muy avanzada cuando ocurrió su fallecimiento repentino.
Finalmente destacamos su respaldo activo a la declaración de la jota como Patrimonio Inmaterial de la Humanidad.

## Vida personal
Estuvo casada con el empresario arandino Alberto de la Calle, con el que tuvo tres hijos. Murió de un infarto en Aranda de Duero el 10 de julio de 2022.

## Reconocimientos
- 1998. Premio Extraordinario Fin de Carrera en Musicología.
- 2016. Premio Extraordinario de Doctorado.
- 2022. La peña El Chilindrón de Aranda de Duero le dedica su tradicional Cantada.[11]
- 2022. Aranda de Duero rinde homenaje a Lola Pérez de Rivera en sus fiestas patronales, dando nombre a una asociación para la preservación de las tradiciones.[12]
- 2023. Fundación Lola Pérez Rivera para seguir con su labor de recuperación de folklore de Castilla y León, uno de cuyos primeros trabajos se centra en el análisis de la música recogida en León durante 1953 por Alan Lomax,[13]

## Publicaciones

### Monografías
- 2003. La música de dulzaina en Castilla y León: repertorio, estudio musicológico y uso pedagógico. Salamanca: Conservatorio Superior de Música.
- 2004. La música de dulzaina en Castilla y León: compilación de toques tradicionales. Burgos. Escuela Municipal de Dulzaina. ISBN. 978-84-87876-18-9.[14]
- 2008. Mantenimiento de la tradición bajo los auspicios de un concurso. Campaneros en la provincia de Burgos. Salamanca. Conservatorio Superior de Música.[15]

### En colaboración
- 2015. Cancionero tradicional de Sayago. Zamora. Museo Etnográfico de Castilla y León.
- 2016. Haul. Música saharahui. Turpin Editores. ISBN. 978-84-94418-46-4.[16]
- 2024. Cancionero popular de Aranda de Duero, junto a Javier Cebas Gañán. Fundación del Instituto Castellano y Leonés de la Lengua. [17][18]  ,

### Artículos
- 2010. Canciones de cuna en el cancionero de Federico Olmeda. Etno-Folk: revista galega de etnomusicoloxía, N.º. 16-17.
- 2017. Un viaje radiofónico por la Ribera del Duero: El programa "El Candil" de Tórtoles de Esgueva. Biblioteca. Estudio e Investigación.  N.º. 32.,